# أسماك قرش أبناء عرس
أسماك قرش أبناء عرس (الاسم العلمي: Hemigaleidae) ، فصيلة أسماك بحرية مفترسة من أسماك القرش الأرضية التي تم العثور عليها من شرق المحيط الأطلسي إلى منطقة المحيط الهادي الهندي. توجد في المياه الساحلية الضحلة إلى عمق 100 متر (330 قدمًا).